# 蘇翁圃
蘇翁圃位於南昌市内八一公園的百花洲之上。
蘇翁圃得名於宋朝名士蘇雲卿，他曾於此隱居務農。蘇翁圃起初俗稱為「三洲蘇翁圃」，後改名「憩雲庵」。全圃處於南昌東湖湖水之中，圃內道途遍植楊柳。